# Arctopsyche integra
Arctopsyche integra är en nattsländeart som beskrevs av Schmid 1968. Arctopsyche integra ingår i släktet Arctopsyche och familjen ryssjenattsländor. Inga underarter finns listade i Catalogue of Life.